# 荻野真
荻野 真（日语：／ Ogino Makoto，1959年5月26日—2019年4月29日），日本男性漫畫家。岐阜縣出身。代表作《孔雀王》。1985年《孔雀王》獲得集英社青年漫畫大賞受賞。
2019年4月29日，因腎功能衰竭於家中辭世，享年59歲。直到病逝前，忍痛完成了《孔雀王RISING》、《孔雀王 戰國轉生》的最终回。

## 作品
- 《孔雀王》系列
  1. 孔雀王、全17冊
  2. 孔雀王－退魔聖傳、全11冊
  3. 孔雀王－曲神纪、全12冊（集英社）
  4. 孔雀王RISING、全10冊（小學館）
  5. 孔雀王 戰國轉生、全5冊
- 電腦啟示錄（ALGO）、全3冊
- 夜叉鴉、全10冊
- 小類人、全7冊
- 槍魂、全9冊
- 怨靈侍、全3冊
- 辣妹海釣船（おぼこ）、全1冊

## 外部連結
- （日語）（荻野真官方網站）
- （日語）